# Braubach (Main)
Der Braubach ist ein 7,5 km langer rechter Nebenfluss des Mains. Er entsteht durch Bifurkation aus dem Salis- bzw. Krebsbach bei Hanau-Wilhelmsbad und fließt größtenteils auf dem Gebiet der Stadt Maintal.

## Geographie

### Verlauf

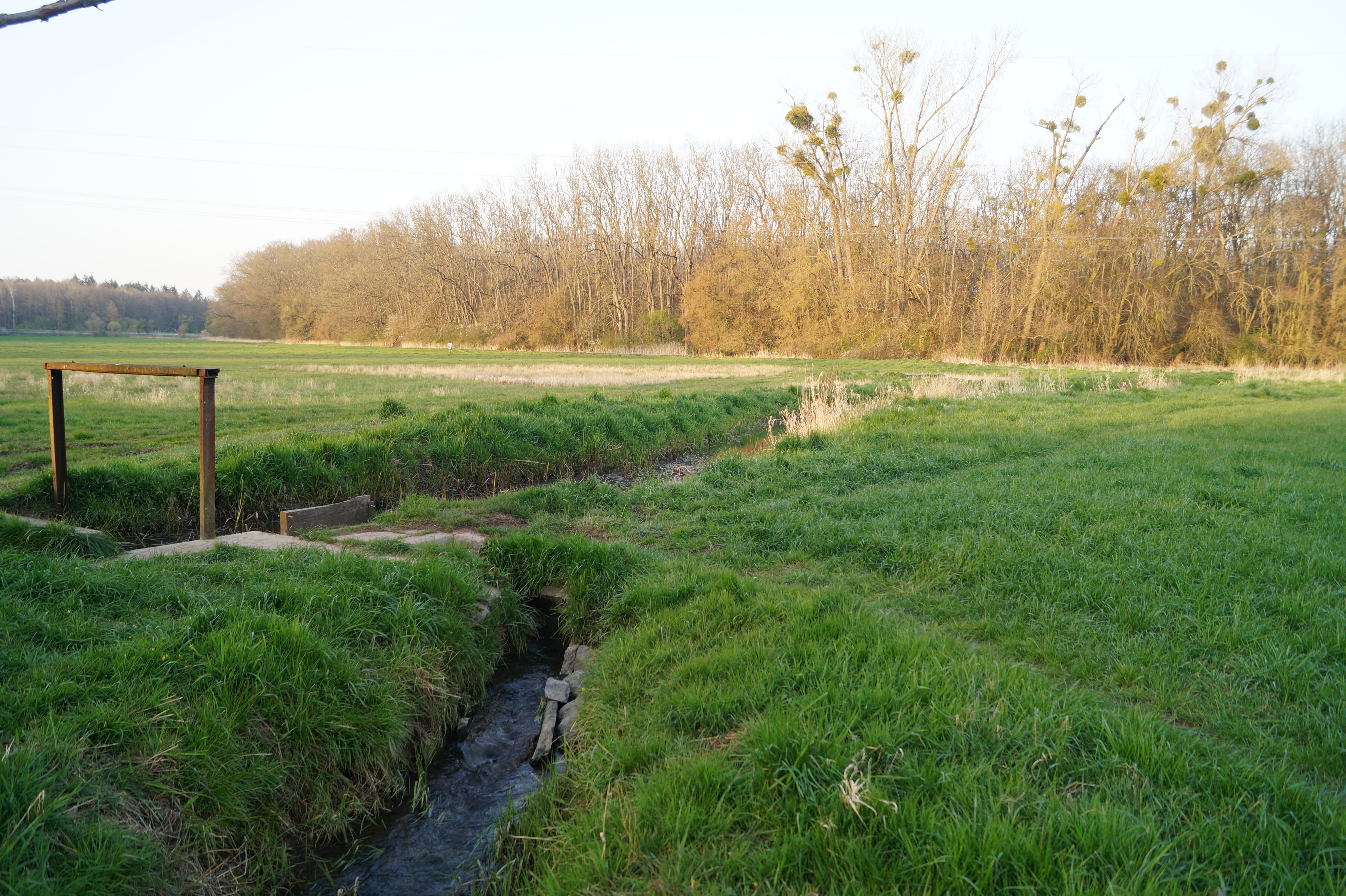
Ableitung von Salisbach und Braubach in Hanau-Wilhelmsbad

Der Braubach wird unmittelbar östlich der ehemaligen Fasanerie (heute Golfplatz Wilhelmsbad) vom Salisbach abgeleitet, welcher seinerseits auf der gleichen Wiese, nur etwa 60 m nordöstlich vom Krebsbach abgeleitet wird. Er durchfließt das Gelände des Golfplatzes in einem leichten Bogen und tritt westlich an der Wilhelmsbader Allee wieder aus dem ummauerten Gelände aus. Hier geht er unmittelbar in das Gelände des Kurparks Wilhelmsbad über. Der Braubach liefert das Wasser für den Teich mit künstlicher Ruine und Pyramide.
Nach seinem Verlauf durch die Fasanerie und den Kurpark tritt der Braubach in ein ehemaliges Mainbett ein, wo ihm westlich der Hohen Tanne an der Autobahnauffahrt Hanau-West der von Wachenbuchen kommende Säulbach zufließt. 

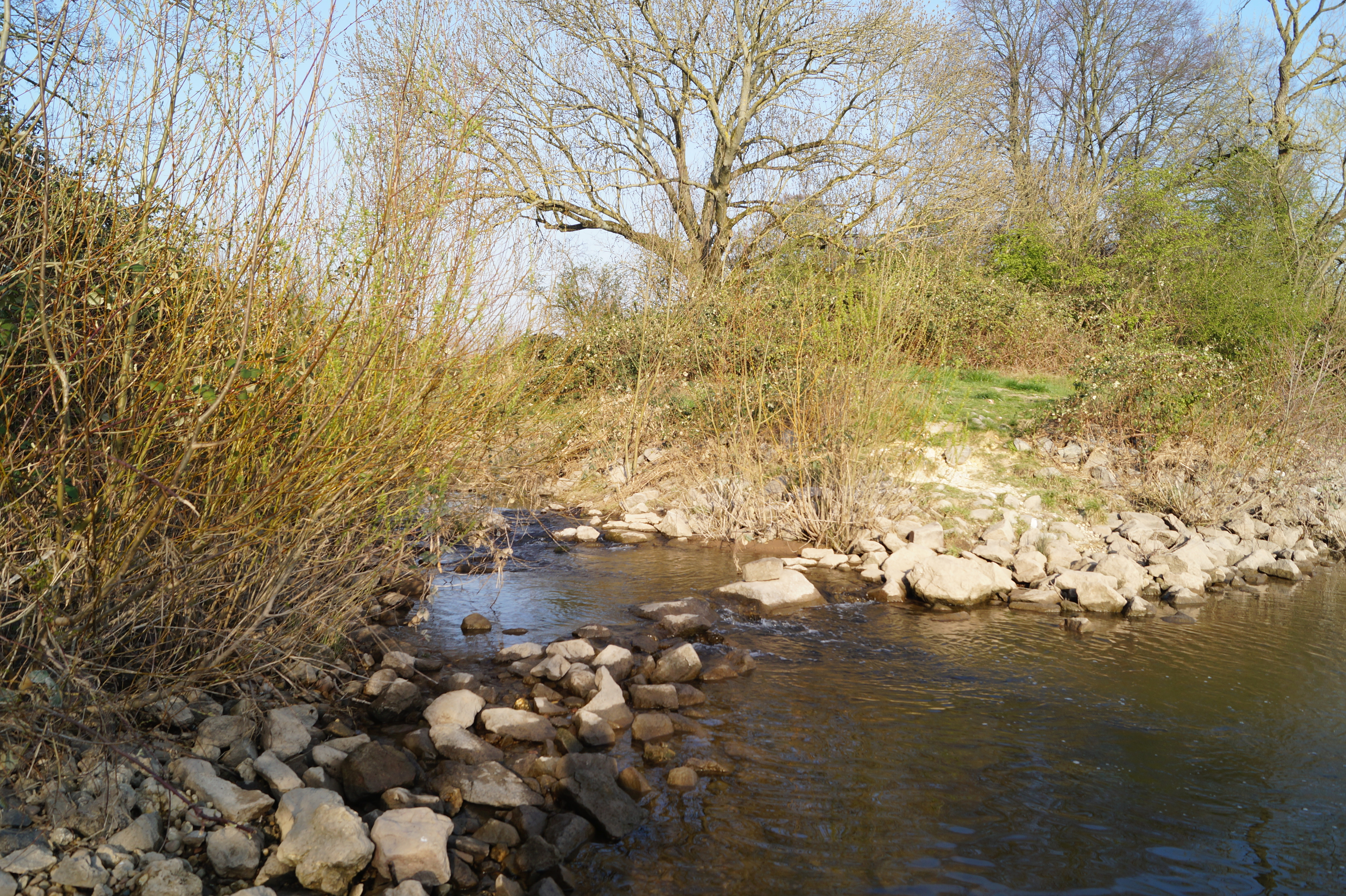
Mündung in den Main

Er verläuft weitgehend parallel zur Bundesautobahn 66 und unterquert diese sowie die Bahnstrecke Frankfurt Süd–Aschaffenburg nordöstlich von Dörnigheim. Auch in Dörnigheim behält er seine grundsätzliche Richtung von Ost nach West bei. Westlich des Maintalbades fließt ihm der Landgraben zu, der von den Hängen zwischen Berger Rücken und Maintal-Hochstadt kommt. Nun biegt der Braubach nach Südsüdwest um, durchfließt den Surfsee und den Höllsee und mündet südlich von diesem in den Main.
Der etwa 7,5 km lange Lauf des Braubachs endet ungefähr 9 Höhenmeter unterhalb seiner Quelle, er hat somit ein mittleres Sohlgefälle von 1,2 ‰.

### Einzugsgebiet
Das ungefähr 25 km² große Einzugsgebiet des Braubachs liegt in der Untermainebene und wird von ihm über den Main und den Rhein zur Nordsee entwässert.
Es grenzt
- im Nordosten an das des Krebsbachs, der über den Fallbach und die Kinzig in den Main entwässert
- im Osten an das des Kinzigzuflusses Salisbach
- im Süden an das des Mains
- im Westen an das des Mainzuflusses Riedgraben
- und im Norden an das der Nidder, die über die Nidda in den Main entwässert.

### Zuflüsse
- Säulbach (rechts), (mit Bachgraben) 4,3 km, 8,57 km²
- Gondelbach[2] [GKZ 2479452] (rechts), 4,2 km
- Landgraben (rechts), 3,6 km

## Daten und Charakter
Wesentliche Teile des Braubaches verlaufen in einem eiszeitlichen Altarm des Mains, der als sumpfige, von Schilf bewachsene Zone kenntlich ist. Dieser Altarm nahm seinen Ausgang im Bereich der Kinzigmündung, zieht als Weihergraben oder Lache durch Kesselstadt und setzt sich südlich der Hohen Tanne über Dörnigheim bis in das Enkheimer, das anschließende Seckbacher Ried und den Frankfurter Osthafen fort.

## Flussgeschichte
Der Oberlauf des Braubach ist wahrscheinlich erst in der Neuzeit durch den Menschen geschaffen worden. Zur Anlage der Gewässer im Kurpark Wilhelmsbad musste Wasser von zwei Bächen, dem Salis- und dem Krebsbach östlich der Fasanerie abgeleitet werden. Die Anlage von Überläufen und Verbindungsgräben bewirkte, dass der Salisbach seinen Oberlauf, den Bach von Mittelbuchen verlor, der nun in den Krebsbach entwässerte. Der Krebsbach wiederum verlor im 20. Jahrhundert seine eigenständige Mündung in die Kinzig und entwässert über Salisbach und Fallbach in die Kinzig, sowie über den Braubach in den Main. Ursprünglich stellte der Säulbach, heute der größte Zufluss, den wichtigsten Quellast des Braubaches dar.
Die Anlage von Verbindungsgräben zwischen diesen Bächen bereitete aufgrund der geringen Höhenunterschiede und Fließgeschwindigkeiten keine großen Schwierigkeiten. Teilweise verlaufen die Bäche in Altarmen, die bereits in der Weichsel- bzw. Würm-Kaltzeit existierten, als die Kinzig noch von Rückingen nach Nordwesten floss und bei Hochstadt in den Main mündete. Es zeigt sich ein unregelmäßiges Flusssystem, dessen Verlauf im Bereich der Ableitungen von Krebs-, Salis- und Braubach in Kartenwerken gelegentlich abweichend dargestellt wird.
Der östliche Abschnitt des Braubaches fließt am Rande des Wilhelmsbad-Wolfganger-Flugsandgebietes vorbei an ausgedehnten Sanddünen, die heute größtenteils bewaldet sind. Von einer vorgeschichtlichen Besiedlung zeugen zahlreiche, vorwiegend bronzezeitliche Hügelgräber im Bereich der Sanddünen, darunter im Bruchköbeler Wald (beim Bau der Autobahnauffahrt Hanau-Nord zerstört), im Hochstädter Töngeswald sowie im Gemeindewald von Dörnigheim.